# 6208 Wakata
6208 Wakata eller 1988 XT är en asteroid i huvudbältet som upptäcktes den 3 december 1988 av de båda japanska astronomerna Kazuro Watanabe och Kin Endate vid Kitami-observatoriet. Den är uppkallad efter den japanske astronauten Koichi Wakata.
Asteroiden har en diameter på ungefär 5 kilometer.